# 莫德 (伊利諾伊州謝爾比縣)
莫德（英語：Mode）是位於美國伊利諾伊州謝爾比縣的一個非建制地區。該地的面積和人口皆未知。

## 地理
莫德的座標為39°15′59″N 88°44′01″W / 39.26639°N 88.73361°W，而該地的平均海拔高度為190米（即623英尺）。